# چالآب پایین
چالآب پایین، روستایی از توابع بخش فیروزآباد شهرستان کرمانشاه در استان کرمانشاه ایران است. این روستا در ۳۰ کیلومتری جنوب شهر کرمانشاه و مسیر آن از میدان فروسی، سراب قنبر، دوراهی زنگی جاده سمت چپ و بعد از روستای سید شکر قرار دارد.

## جمعیت
این روستا در دهستان سرفیروزآباد قرار دارد و بر پایه سرشماری مرکز آمار ایران در سال ۱۳۸۵، جمعیت آن ۹۴ نفر (۲۰خانوار) بوده‌است.